# Getto w Radzyminie
Getto w Radzyminie – żydowskie getto utworzone przez Niemców w grudniu 1940 roku w Radzyminie. Początkowo znajdowało się w obrębie ulic Stary Rynek, Zduńskiej, Reymonta i Warszawskiej (obecnie Jana Pawła II), w listopadzie 1941 roku zmniejszono jego obszar do obrębu ulic Stary Rynek (południowa pierzeja), Weteranów, Reymonta i Warszawskiej.

## Historia
Pod koniec 1940 roku niemiecki starosta powiatu warszawskiego ziemskiego Hermann Rupprecht, zarządził utworzenie getta w Radzyminie, które miało objąć również 60 rodzin żydowskich z getta w Wołominie. Pomimo szczupłosci bazy lokalowej, getto zostało utworzone do 25 grudnia 1940 roku.
Żydzi otrzymali nakaz noszenia na rękawie opaski z Gwiazdą Dawida i wprowadzono godzinę policyjną od godziny 19:00. Mimo trudnych warunków, większość ludzi prowadziła stosunkowo normalne życie.
W getcie funkcjonowała utworzona wcześniej Rada Żydowska (Judenrat), która miała pomagać w realizacji niemieckich zarządzeń, w tym w ściąganiu grzywien. Na czele Judenratu stał początkowo Dawid Israelski, a pod koniec 1941 roku Meir Winterman. Żydzi byli zmuszani do pracy przymusowej i wysyłani do pracy przy budowie i utwardzaniu ulic, melioracji, pracy w lasach i na torfowiskach. Judenrat miał dostarczać dziennie około 300 mężczyzn do pracy przymusowej.
Utworzono również oddział Żydowskiej Służby Porządkowej pod dowództwem Bunima Radzymińskiego, aby utrzymać porządek w getcie. 
Utworzenie getta, a nsatępnie zmniejszenie jego obszaru zakończyło likwidację żydowskich sklepów znajdujących się poza gettem, a puste sklepy nadały dawnej kwitnącej dzielnicy handlowej wygląd opustoszałego miasta.
Jesienią 1941 roku sytuacja w getcie uległa dalszemu pogorszeniu. Wprowadzono karę śmierci dla Żydów złapanych poza gettem, co jeszcze bardziej utrudniło przemyt pilnie potrzebnej żywności w zamian za ubrania i inne rzeczy dzieciom i osobom trzecim. Zimą 1941–1942 Niemcy skonfiskowali futra i ciepłą odzież z getta, które już było dotknięte głodem i epidemiami.
Oprócz miejscowej ludności, w getcie w Radzyminie przebywali również uchodźcy z Serocka, Pułtuska, Wyszkowa i Konstantynowa. W marcu 1941 roku napłynęli uchodźcy z miast i wsi zachodniej Polski, w tym z Mławy, Przasnysza, Rypina i innych miejscowości. Do lipca 1941 roku populacja getta osiągnęła 3000 osób, z czego około 800 to uchodźcy. Ograniczenia i przeludnienie, a także znaczny wzrost kosztów żywności, doprowadziły do poważnego niedożywienia i chorób, w tym wybuchu tyfusu. Biedacy, którzy szybko wyczerpali swoje ograniczone zasoby, umierali jako pierwsi. Utworzono jadłodajnię, która wydawała jeden posiłek dziennie najbardziej potrzebującym, ale wkrótce nawet zamożniejsi sprzedali cały swój dobytek i popadli w nędzę. Jedynymi, którzy mieli źródło utrzymania, byli krawcy i szewcy, którzy, ryzykując życiem, mogli przemycać swoje towary chłopom w zamian za żywność. 
W marcu 1942 roku populacja getta liczyła 2800 osób, w tym 550 uchodźców. W okresie od lipca 1941 do marca 1942 roku około 200 Żydów zmarło z głodu i tyfusu. Po likwidacji getta w Tłuszczu 27 maja 1942 roku, podczas której Żydzi zostali deportowani przez Radzymin do getta warszawskiego, niektórzy Żydzi z Tłuszcza znaleźli schronienie w getcie w Radzyminie. Latem 1942 roku około 100 mężczyzn wywieziono do obozu pracy w Izabelinie, gdzie musieli pracować katorżniczo po 10 godzin dziennie na torfowiskach.
Masowa deportacja z getta warszawskiego, która rozpoczęła się w lipcu 1942 roku, była początkiem systematycznej likwidacji wszystkich gett w okolicy. Wśród nielicznych gett, które przetrwały do września, znajdowały się getta w Radzyminie, Wołominie i Legionowie. Koniec społeczności żydowskiej w Radzyminie nastąpił 3 października, co zbiegło się ze świętem Simchat Tora, świętującym radość Tory. Wszyscy Żydzi zostali sprowadzeni na dworzec kolejowy. Kilku mężczyzn tańczyło ze zwojami Tory w sąsiedniej synagodze i, co dość niezwykłe, niemiecki oficer dowodzący pozwolił im kontynuować. Żydzi z Wołomina i Legionowa zostali sprowadzeni pieszo i furmankami do Radzymina w celu włączenia ich do deportacji do obozu zagłady w Treblince. Łącznie około 12 000 osób zostało wysłanych na śmierć.
Poprzedniego wieczoru około 200 młodych ludzi przedarło się przez ogrodzenie getta i rozproszyło się po pobliskich lasach. Kilku młodych mężczyzn z Radzymina, którzy brali udział w Powstaniu w getcie warszawskim i Powstaniu Warszawskim, w większości zginęło w ich trakcie. Po odjeździe pociągów ze stacji miejscowi Polacy i etniczni Niemcy zabrali pozostały dobytek z żydowskich domów. Około 70 mężczyzn pracujących w obozie pracy przymusowej w Izabelinie zostało wyłączonych z deportacji. Zostali oni wyprowadzeni i rozstrzelani 24 października 1942 roku, z wyjątkiem kilku, którzy uciekli do lasów. Tylko kilku Żydów z Radzymina przeżyło wojnę. Większość tych, którzy uciekli z ostatecznej deportacji, została złapana i zabita, często zdradzona przez donosicieli.

## Upamiętnienie
- Żydzi z Radzymina zostali upamiętnieni jednym z kamieni z nazwą miasta, stanowiącym element pomnika Ofiar Obozu Zagłady w Treblince